# Amastigia varians
Amastigia varians är en mossdjursart som beskrevs av Liu 1984. Amastigia varians ingår i släktet Amastigia och familjen Candidae. Inga underarter finns listade i Catalogue of Life.